# Благовещенско-Вознесенский приход

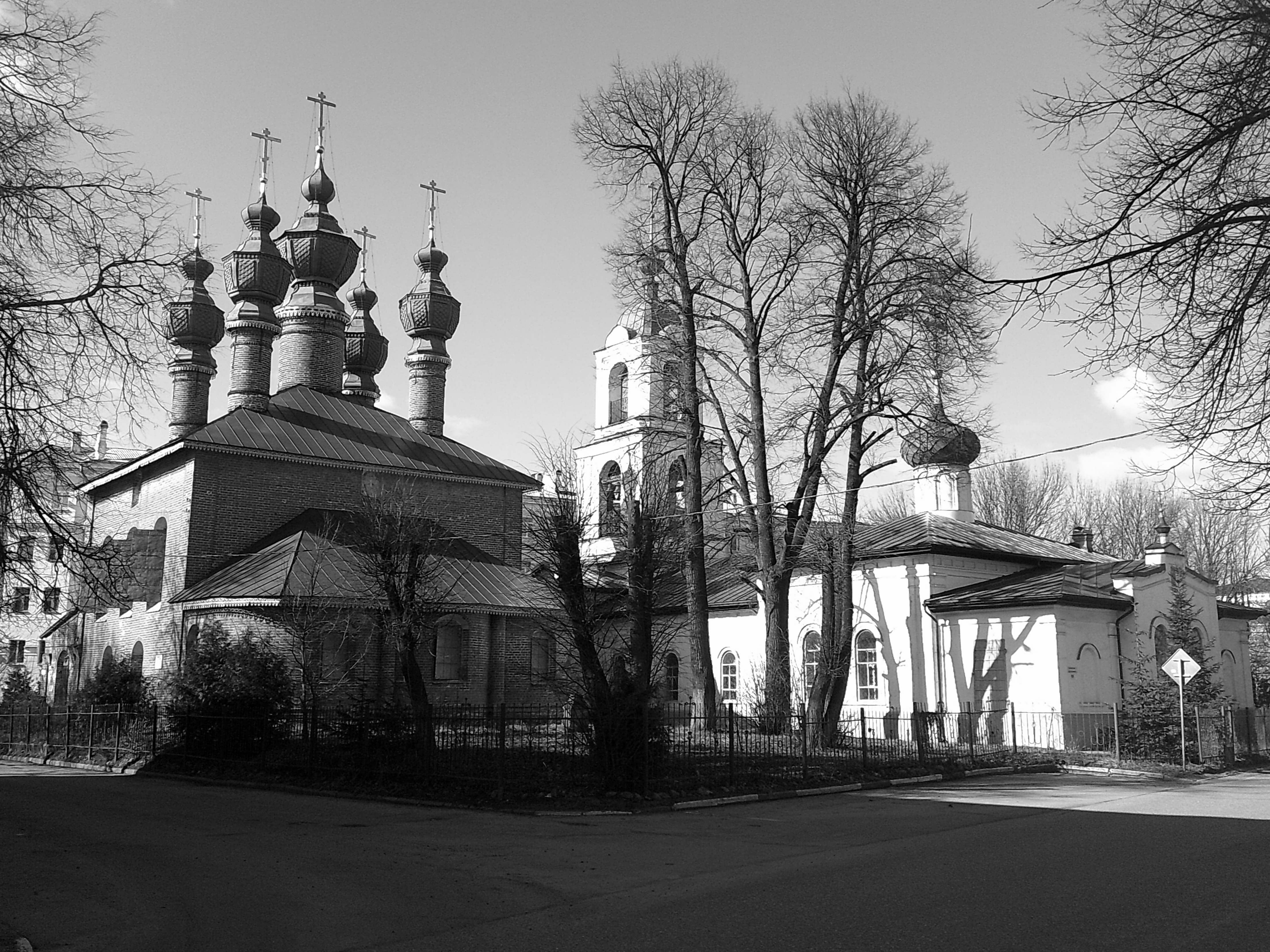
Храмовый комплекс

Благовещенско-Вознесенский приход — приход в городе Ярославле, относится к Ярославской епархии Русской православной церкви. Настоятель — протоиерей Алексий Авксентьев.

## Церковь Благовещения Пресвятой Богородицы

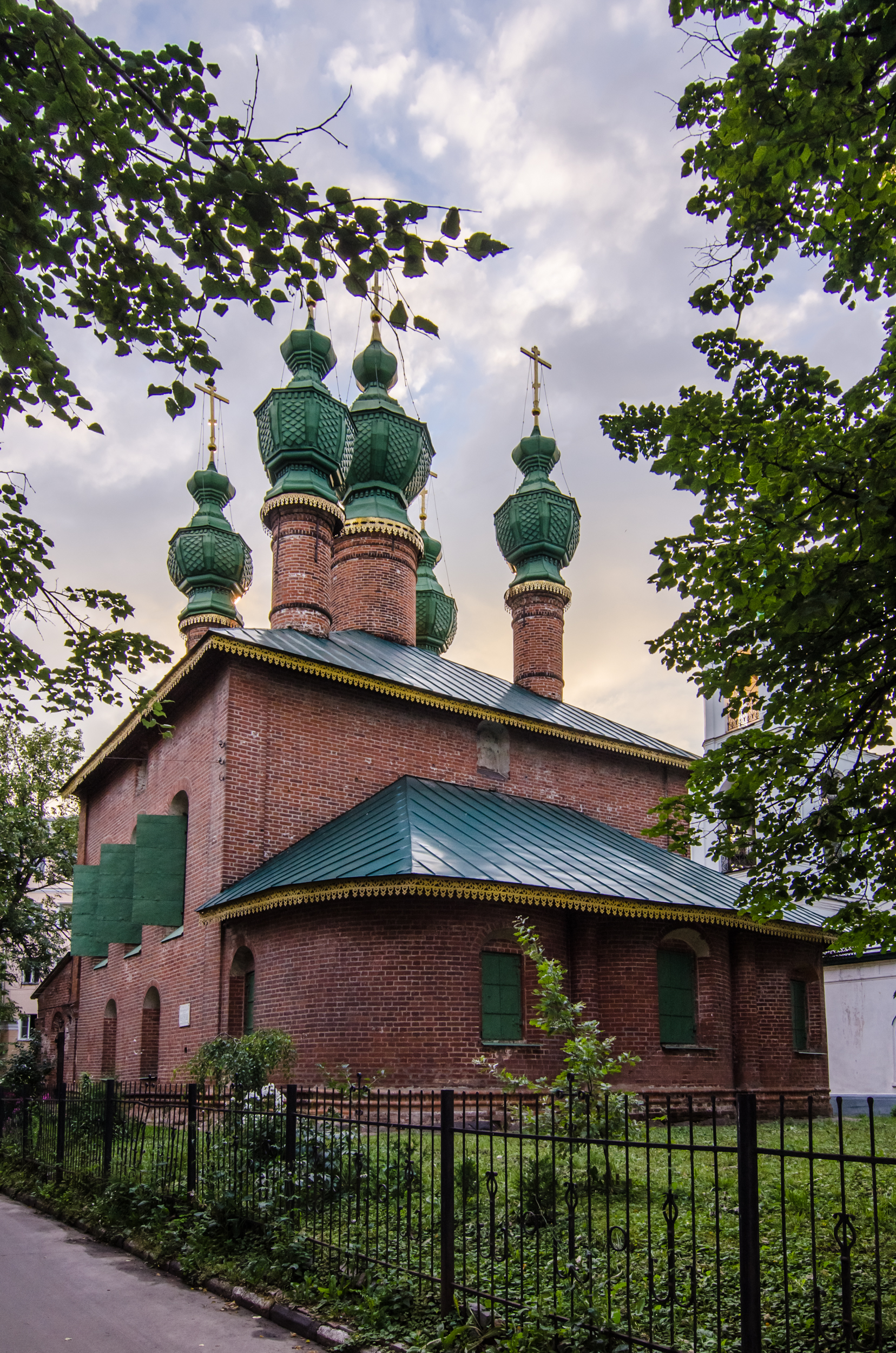
Церковь Благовещения

Объект культурного наследия народов РФ федерального значения. Рег. № 761510380490006 (ЕГРОКН). Объект № 7610012001 (БД Викигида)

### Первый храм
Впервые же деревянный храм Благовещения Пресвятой Богородицы упоминается в перечневой описи 1630 года. Церковь находилась в Ловецкой слободе на берегу Волги между Семеновским и Воздвиженским и известна тем, что отсюда 10 (20) июня 1658 года начался пожар, истребивший почти весь Ярославль.
После пожара церковь была возобновлена. То же самое произошло и после пожара 1670 года.

### Современный храм
Холодный каменный Благовещенский храм был построен в 1688 году на месте деревянного.
В 1929 году колокольня храма была снесена, а в 1930 году была закрыта сама церковь.
До недавнего времени[когда?] храм находился в ведении музея-заповедника. В настоящее время, в преддверии празднования 1000-летия Ярославля, происходит передача церкви Русской православной церкви.

### Архитектура, убранство
Храм выстроен в «упрощенном ярославском стиле», без подклета и трапезы, с одним западным крылом галереи.
В храме был один придел во имя царевича Дмитрия.
Церковь была расписана в 1708—1709 годах артелью ярославских мастеров во главе с Федором Игнатьевым и Федором Федоровым. Иконографическая система росписи во многом отходит от сформировавшихся в Ярославле традиций. Если раньше знаменщики, как правило, занимали отдельными темами каждый из четырех секторов свода, то в декоративном оформлении сомкнутого свода церкви Благовещения была использована центрическая система построения.
В 1987—1999 годах фрески отреставрированы бригадой художников под руководством Е. А. Чижова.

## Церковь Вознесения Господня

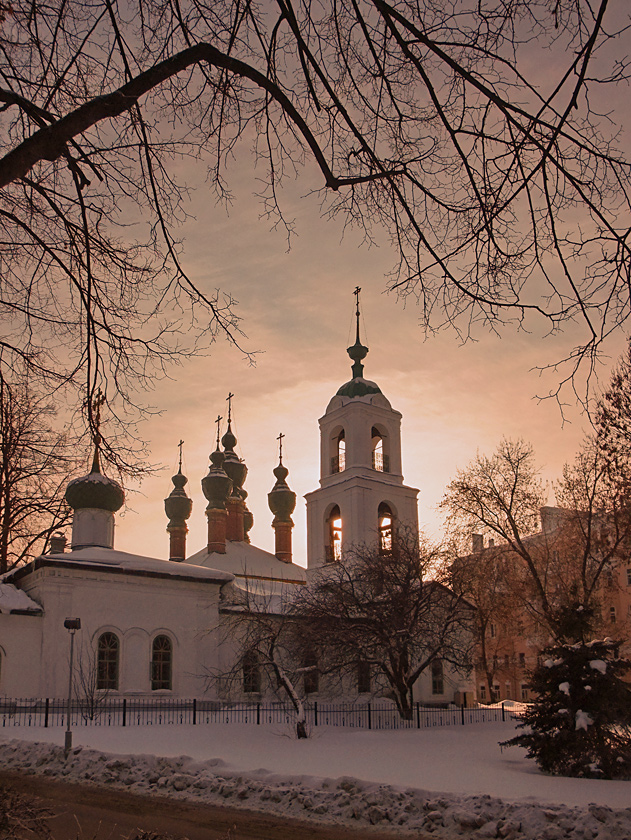
Церковь Вознесения

Тёплый храм прихода во имя Вознесения Господня был возведён в 1745 году.
В советское время церковь была закрыта, а в 1991 году вновь передана Ярославской епархии Русской православной церкви.

### Архитектура, убранство
Первоначально в трапезе существовал придел великомученика Артемия, упразднённый после 1818 года. Во второй половине XIX века на средства коллежского асессора С. М. Незнамова был устроен придел во имя святителя Митрофана Воронежского.
В 1804 году для храма мастером А. М. Баженовым был выполнен новый иконостас.
В 1867 году на средства Александра Ивановича Вахромеева была перестроена трапеза храма. Кроме того, была возведена вторая колокольня прихода по проекту архитектора Андрея Михайловича Достоевского.
Интерьер храма был расписан в 1873 году, а в 1894 году живопись подновлялась К. Д. Дербеневым.
В 1885 году Михаил Васильевич Вахромеев украсил церковь богатой утварью.

## Святыни и реликвии
Из священных предметов прихода особо почитались:
- серебряный, украшенный чернью крест с мощами святых Спиридона Тримифунтского и Феодосия Тотемского;
- водосвятный крест с мощами святых преподобных Антония и Феодосия Киево-Печерских;
- серебряный крест с частью камня Гроба Господня и 136 частицами мощей разных святых.